# Temporada 2021 del Campeonato de Europa de Rally
La temporada 2021 del Campeonato de Europa de Rally fue la edición 69º de este campeonato europeo. La temporada comenzó el fin de semana del 18 al 20 de junio en el Rally de Polonia y terminó el fin de semana del 18 al 20 de noviembre en el Rally Islas Canarias.
El campeón defensor es el ruso Alexey Lukyanuk quien obtuvo el título al terminar en la septimá posición en el Rally de Islas Canarias, última fecha de la temporada 2020.
En el campeonato de equipos, el campeón defensor es el Rallye Team Spain, el equipo español ganó el título gracias a los puntos sumados por Efrén Llarena y Josep Bassas Mas.

## Calendario
En noviembre de 2020 la Comisión de Rallyes de la FIA aprobó el calendario provisional para la temporada 2021 el cual estaba integrado por cuatro rallyes sobre tierra y cuatro sobre asfalto. El calendario fue ratificado y aprobado el 17 de diciembre de 2020.
| N.º                | Fecha               | Rally                                  | Superficie |
| ------------------ | ------------------- | -------------------------------------- | ---------- |
| 1                  | 18–20 de junio      | 77.º Rally de Polonia                  | Tierra     |
| 2                  | 1–3 de julio        | 9. Rally Liepāja                       | Tierra     |
| 3                  | 23–25 de julio      | 9.º Rally di Roma Capitale             | Asfalto    |
| 4                  | 27-29 de agosto     | 50.º Barum Czech Rally Zlín            | Asfalto    |
| 5                  | 16-18 de septiembre | 55.º Rally de Azores                   | Tierra     |
| 6                  | 1–3 de octubre      | 34.º Rally Serras de Fafe e Felgueiras | Tierra     |
| 7                  | 22–24 de octubre    | 3.º Rally Hungary                      | Asfalto    |
| 8                  | 18-20 de noviembre  | 45.º Rally Islas Canarias              | Asfalto    |
| Rallyes de reserva |                     |                                        |            |
| -                  | 67.º Rallye Sanremo | 67.º Rallye Sanremo                    | Asfalto    |
| -                  | 49.º Cyprus Rally   | 49.º Cyprus Rally                      | Tierra     |
| -                  | 6. Herock Spa Rally | 6. Herock Spa Rally                    | Asfalto    |

### Cambios en el calendario
- El 4 de febrero, la Federación Portuguesa de Automovilismo anunció el cambio de fechas de las pruebas portuguesas del campeonato, el Rally Serras de Fafe e Felgueiras que debía disputarse originalmente del 12 al 14 de marzo, se disputará del 23 al 25 de septiembre y el Rally de Azores pasara de su fecha original del 25 al 27 de marzo al 6 al 8 de mayo.[10]
- El 5 de febrero, los organizadores del campeonato oficializaron el cambio del Rally Islas Canarias debido a los cambios de fecha de los rallys portugueses, la nueva fecha de celebración del rallye será del 18 al 20 de noviembre convirtiéndose por segunda temporada consecutiva en la ronda final del campeonato.[11]
- El 14 de abril, se anunció el aplazamiento del Rally de Azores debido a un pedido de la Autoridad Sanitaria Regional de las islas Azores por el aumento de casos de COVID-19.[12][13][14][15] El 14 de abril, se anunció la nueva fecha del rally, se celebrara del 16 al 18 de septiembre.[16]

## Clasificación

### Resultados de rallys
| Ronda | Evento                                 | Piloto ganador     | Copiloto ganador       | Equipo ganador             | Tiempo    | Resultados |
| ----- | -------------------------------------- | ------------------ | ---------------------- | -------------------------- | --------- | ---------- |
| 1.    | 77. Rally Poland                       | Alexey Lukyanuk    | Alexey Arnautov        | Saintéloc Junior Team      | 1:48:31.3 | Resultados |
| 2.    | 9. Rally Liepāja                       | Nikolay Gryazin    | Konstantin Aleksandrov | Nikolay Gryazin            | 1:30:50.3 | Resultados |
| 3.    | 9.º Rally di Roma Capitale             | Giandomenico Basso | Lorenzo Granai         | Giandomenico Basso         | 1:54:06.6 | Resultados |
| 4.    | 50.º Barum Czech Rally Zlín            | Jan Kopecký        | Jan Hloušek            | Agrotec Škoda Rally Team   | 2:00:07.2 | Resultados |
| 5.    | 55.º Rallye Açores                     | Andreas Mikkelsen  | Elliott Edmondson      | Toksport WRT               | 2:32:31.5 | Resultados |
| 6.    | 34.º Rally Serras de Fafe e Felgueiras | Andreas Mikkelsen  | Elliott Edmondson      | Toksport WRT               | 2:19:10.1 | Resultados |
| 7.    | 3.º Rally Hungary                      | Mads Østberg       | Torstein Eriksen       | Citroën Rally Team Hungary | 1:38:43.4 | Resultados |
| 8.    | 45.º Rally Islas Canarias              | Alexey Lukyanuk    | Alexey Arnautov        | Saintéloc Junior Team      | 1:59:41.2 | Resultados |

### Campeonato de pilotos
Para el campeonato solo se tomán en cuenta los mejores siete resultados.
| Pos | Piloto                   | POL   | LAT   | ITA    | ZLI   | AZO   | FAF    | HUN   | ESP    | Puntos | Mejores 7 |
| --- | ------------------------ | ----- | ----- | ------ | ----- | ----- | ------ | ----- | ------ | ------ | --------- |
| 1   | Andreas Mikkelsen        | 224+9 | 517+5 | 811    | 224+7 | 130+9 | 130+10 | 615   |        | 191    | 191       |
| 2   | Efrén Llarena            | 615   | 419+3 | 419+5  | 615   | 321+5 | Ret    | 419   | 224+8  | 153    | 153       |
| 3   | Mikołaj Marczyk          | 321+4 | 615+1 | 517+2  | 517+1 | 517   | 99+1   | 224+6 | 321+5  | 161    | 151       |
| 4   | Alexey Lukyanuk          | 130+8 | 321+5 | Ret0+3 | WD    | Ret   | 224+4  |       | 130+10 | 135    | 135       |
| 5   | Norbert Herczig          | 517   | 133   | 321+5  | 419+2 | Ret   | 615+1  | Ret4  |        | 87     | 87        |
| 6   | Erik Cais                | 9     | 811+1 | 107    | Ret5  | Ret1x | 713    | 713   |        | 59     | 59        |
| 7   | Nil Solans               | 419+1 | 115   | Ret    |       | Ret   | 517+4  | Ret   | 124    | 50     | 50        |
| 8   | Yoann Bonato             | 811   | 151   | 16     | 9     | Ret   | 811    | 811+3 | Ret    | 46     | 46        |
| 9   | Nikolay Gryazin          | Ret   | 130+9 | 21     |       |       |        | 225   |        | 44     | 44        |
| 10  | Craig Breen              | 420+4 | 224+6 | 9      |       |       |        |       |        | 43     | 43        |
| 11  | Simone Campedelli        | Ret   |       | 17     |       |       | 240+2  | 517   | 419+3  | 41     | 41        |
| 12  | Dani Sordo               |       |       |        |       | 224+9 | 124+3  |       |        | 40     | 40        |
| 13  | Giandomenico Basso       |       |       | 130+9  |       |       |        |       |        | 39     | 39        |
| 14  | Jan Kopecký              |       |       |        | 130+9 |       |        |       |        | 39     | 39        |
| 15  | Mads Østberg             |       |       |        |       |       |        | 130+7 |        | 37     | 37        |
| 16  | Andrea Crugnola          |       |       | 224+5  |       |       |        |       |        | 29     | 29        |
| 17  | Filip Mareš              |       |       |        | 321+4 |       |        |       |        | 25     | 25        |
| 18  | Armindo Araújo           |       |       |        |       |       | 321+3  |       |        | 24     | 24        |
| 19  | András Hadik             |       |       |        |       |       |        | 321+3 |        | 24     | 24        |
| 20  | Ricardo Moura            |       |       |        |       | 419+5 |        |       |        | 24     | 24        |
| 21  | Umberto Scandola         | 133   | Ret   | 124    | WD    | 615+1 | 25     | DSQ   |        | 23     | 23        |
| 22  | Bruno Magalhães          |       |       |        |       |       | 419+2  |       |        | 21     | 21        |
| 23  | Enrique Cruz             |       |       |        |       |       |        |       | 517+4  | 21     | 21        |
| 24  | Simone Tempestini        | Ret   | 107   | 713+1  |       |       | Ret    | WD    |        | 21     | 21        |
| 25  | Benito Guerra            |       |       |        |       | 811   | 107    |       |        | 18     | 18        |
| 26  | Iván Ares                |       |       | 142    |       |       | Ret    |       | 615    | 17     | 17        |
| 27  | Emilio Fernández         | 115+2 | 9     |        |       |       |        |       |        | 16     | 16        |
| 28  | Fabio Andolfi            |       |       | 615    |       |       |        |       |        | 15     | 15        |
| 29  | Wojciech Chuchała        | 713+2 |       |        |       |       |        |       |        | 15     | 15        |
| 30  | Callum Devine            | 142   | 44    | 19     | 713   |       |        |       |        | 15     | 15        |
| 31  | Eerik Pietarinen         |       | 713   |        |       |       |        |       |        | 13     | 13        |
| 32  | Luís Rego                |       |       |        |       | 713   |        |       |        | 13     | 13        |
| 33  | Surhayén Pernía          |       |       |        |       |       |        |       | 713    | 13     | 13        |
| 34  | Miroslav Jakeš           |       |       |        | 811   |       |        |       |        | 11     | 11        |
| 35  | Luis Monzón              |       |       |        |       |       |        |       | 811    | 11     | 11        |
| 36  | Miklós Csomós            |       |       |        |       |       |        | 99+2  |        | 11     | 11        |
| 37  | Alberto Battistolli      | 19    | 16    | Ret    | 133   |       | 133    | 124   |        | 10     | 10        |
| 38  | Rafael Botelho           |       |       |        |       | 9     |        |       |        | 9      | 9         |
| 39  | Jan Solans               |       |       |        |       |       |        |       | 9      | 9      | 9         |
| 40  | Luis Vilariño            | WD    | 26    | 24     | 151   | 115   | Ret    |       | 133    | 9      | 9         |
| 41  | Javier Pardo             | 23    |       | 26     |       | 107   | 16     | 17    | 23     | 7      | 7         |
| 42  | Sami Pajari              | 24    | 30    | 36     | 37    |       |        | 107   | 17     | 7      | 7         |
| 43  | Grzegorz Grzyb           | 107   |       |        |       |       |        |       |        | 7      | 7         |
| 44  | Martin Koči              |       |       |        | 107   |       |        |       |        | 7      | 7         |
| 45  | Yeray Lemes              |       |       |        |       |       |        |       | 107    | 7      | 7         |
| 46  | Jon Armstrong            | 21    |       |        |       |       |        | 115   |        | 5      | 5         |
| 47  | Alberto de Thurn y Taxis |       |       | Ret    | Ret   |       |        |       | 115    | 5      | 5         |
| 48  | Giacomo Scattolon        |       |       | 115    |       |       |        |       |        | 5      | 5         |
| 49  | Petr Semerád             |       |       |        | 115   |       |        | WD    |        | 5      | 5         |
| 50  | Ricardo Teodósio         |       |       |        |       |       | 115    |       |        | 5      | 5         |
| 51  | Victor Cartier           | 30    | Ret   | 41     | Ret   | 124   | Ret    | 24    |        | 4      | 4         |
| 52  | Adrian Chwietczuk        | 124   |       |        |       | 17    |        |       |        | 4      | 4         |
| 53  | Georg Linnamäe           | WD    | 124   |        |       |       |        |       |        | 4      | 4         |
| 54  | Martin Vlček             |       |       |        | 124   |       |        |       |        | 4      | 4         |
| 55  | Grégoire Munster         | 20    | 17    | 133    |       |       |        |       |        | 3      | 3         |
| 56  | Jean-Baptiste Franceschi | Ret   | 27    | 31     | 19    | 16    | 19     | 133   | 20     | 3      | 3         |
| 57  | Bruno Amaral             |       |       |        |       | 133   |        |       |        | 3      | 3         |
| 58  | Ken Torn                 | 25    | 18    | 28     | 142   |       |        | Ret   | 21     | 2      | 2         |
| 59  | Dmitry Feofanov          | 29    | 24    | 40     | Ret   | 142   | 21     | 23    | 32     | 2      | 2         |
| 60  | Alejandro Cachón         | Ret   |       | 32     | Ret   |       |        | 142   |        | 2      | 2         |
| 61  | Raul Jeets               |       | 142   |        |       |       |        |       |        | 2      | 2         |
| 62  | Miguel Correia           |       |       |        |       |       | 142    |       |        | 2      | 2         |
| 63  | Juan Carlos Alonso       |       |       |        |       |       |        |       | 142    | 2      | 2         |
| 64  | Anthony Fotia            |       |       |        |       |       |        | 151   | 151    | 2      | 2         |
| 65  | Joan Vinyes              | 31    |       | 27     |       | 151   | 17     | Ret   | Ret    | 1      | 1         |
| 66  | Dominik Stříteský        |       |       | 151    | Ret   |       |        |       |        | 1      | 1         |
| 67  | Roland Poom              | 151   |       |        |       |       |        |       |        | 1      | 1         |
| 68  | José Pedro Fontes        |       |       |        |       |       | 151    |       |        | 1      | 1         |
| Pos | Piloto                   | POL   | LAT   | ITA    | ZLI   | AZO   | FAF    | HUN   | ESP    | Puntos | Mejores 7 |

| Color     | Resultado                 |
| Oro       | Ganador                   |
| Plata     | 2ª plaza                  |
| Bronce    | 3ª plaza                  |
| Verde     | Finalizó, en los puntos   |
| Azul      | Finalizó, sin puntos      |
| Violeta   | No terminó (Ret)          |
| Negro     | Descalificado (DES)       |
| Blanco    | No empezó (DNS)           |
| Blanco    | Excluido (EX)             |
| Blanco    | Lesionado (LES)           |
| Sin color | No participó              |
| x1        | Indica puntos por jornada |

### Campeonato de copilotos
| Pos | Piloto                     | POL   | LAT   | ITA    | ZLI   | AZO   | FAF    | HUN   | ESP    | Puntos | Mejores 7 |
| --- | -------------------------- | ----- | ----- | ------ | ----- | ----- | ------ | ----- | ------ | ------ | --------- |
| 1   | Sara Fernández             | 615   | 419+3 | 419+5  | 615   | 321+5 | Ret    | 419   | 224+8  | 153    | 153       |
| 2   | Szymon Gospodarczyk        | 321+4 | 615+1 | 517+2  | 517+1 | 517   | 99+1   | 224+6 | 321+5  | 161    | 151       |
| 3   | Alexey Arnautov            | 130+8 |       | Ret0+3 | WD    | Ret   | 224+4  |       | 130+10 | 109    | 109       |
| 4   | Elliott Edmondson          |       |       |        |       | 130+9 | 130+10 | 615   |        | 94     | 94        |
| 5   | Ramón Ferencz              | 517   | 133   | 321+5  | 419+2 | Ret   | 615+1  | Ret4  |        | 87     | 87        |
| 6   | Ola Fløene                 | 224+9 | 517+5 | 811    |       |       |        |       |        | 66     | 66        |
| 7   | Jindřiška Žáková           | 9     | 811+1 | 107    | Ret5  | Ret1x | 713    | 713   |        | 59     | 59        |
| 8   | Marc Martí                 | 419+1 | 115   | Ret    |       | Ret   | 517+4  | Ret   | 124    | 50     | 50        |
| 9   | Benjamin Boulloud          | 811   | 151   | 16     | 9     | Ret   | 811    | 811+3 | Ret    | 46     | 46        |
| 10  | Konstantin Aleksandrov     | Ret   | 130+9 | 21     |       |       |        | 225   |        | 44     | 44        |
| 11  | Paul Nagle                 | 420+4 | 224+6 | 9      |       |       |        |       |        | 43     | 43        |
| 12  | Tania Canton               | Ret   |       | 17     |       |       | 240+2  | 517   | 419+3  | 41     | 41        |
| 13  | Cándido Carrera            |       |       |        |       | 224+9 | 124+3  |       |        | 40     | 40        |
| 14  | Lorenzo Granai             | 19    |       | 130+9  |       |       |        |       |        | 39     | 39        |
| 15  | Jan Hloušek                |       |       |        | 130+9 |       |        |       |        | 39     | 39        |
| 16  | Torstein Eriksen           |       |       |        |       |       |        | 130+7 |        | 37     | 37        |
| 17  | Jonas Andersson            |       | DSQ   | Ret    | 224+7 |       |        |       |        | 31     | 31        |
| 18  | Pietro Elia Ometto         |       |       | 224+5  |       |       |        |       |        | 29     | 29        |
| 19  | Dmitriy Eremeev            |       | 321+5 |        |       |       |        |       |        | 26     | 26        |
| 20  | António Costa              |       |       |        |       | 419+5 | 14     |       |        | 26     | 26        |
| 21  | Radovan Bucha              |       |       |        | 321+4 |       |        |       |        | 25     | 25        |
| 22  | Luís Ramalho               |       |       |        |       |       | 321+3  |       |        | 24     | 24        |
| 23  | Krisztián Kertész          |       |       |        |       |       |        | 321+3 |        | 24     | 24        |
| 24  | Carlos Magalhães           |       |       |        |       |       | 419+2  |       |        | 21     | 21        |
| 25  | Yeray Mújica Eugenio       |       |       |        |       |       |        |       | 517+4  | 21     | 21        |
| 26  | Sergiu Itu                 | Ret   | 107   | 713+1  |       |       | Ret    |       | 29     | 21     | 21        |
| 27  | Danilo Fappani             |       |       | 124    |       | 615+1 | 29     | DSQ   |        | 20     | 20        |
| 28  | Daniel Cué                 |       |       |        |       | 811   | 107    |       |        | 18     | 18        |
| 29  | David Vázquez Liste        |       |       | 142    |       |       | Ret    |       | 615    | 17     | 17        |
| 30  | Ruben Garcia               | 115+2 | 9     |        |       |       |        |       |        | 16     | 16        |
| 31  | Sebastian Rozwadowski      | 713+2 |       |        |       |       |        |       |        | 15     | 15        |
| 32  | Stefano Savoia             |       |       | 615    |       |       |        |       |        | 15     | 15        |
| 33  | James Fulton               | 142   | 44    | 19     | 713   |       |        |       |        | 15     | 15        |
| 34  | Antti Linnaketo            |       | 713   |        |       |       |        |       |        | 13     | 13        |
| 35  | Jorge Henriques            |       |       |        |       | 713   |        |       |        | 13     | 13        |
| 36  | Alba Sánchez González      |       |       |        |       |       |        |       | 713    | 13     | 13        |
| 37  | Petr Machů                 |       |       |        | 811   |       |        |       |        | 11     | 11        |
| 38  | Attila Nagy                |       |       |        |       |       |        | 99+2  |        | 11     | 11        |
| 39  | José Carlos Déniz          |       |       |        |       |       |        |       | 811    | 11     | 11        |
| 40  | Simone Scattolin           |       | 16    | Ret    | 133   |       | 133    | 124   |        | 10     | 10        |
| 41  | Rui Raimundo               |       |       |        |       | 9     | 26     |       |        | 9      | 9         |
| 42  | Rodrigo Sanjuan de Eusebio |       |       |        |       |       |        |       | 9      | 9      | 9         |
| 43  | José Murado                | WD    | 26    | 24     | 151   | 115   | Ret    |       | 133    | 9      | 9         |
| 44  | Michał Poradzisz           | 107   |       |        |       |       |        |       |        | 7      | 7         |
| 45  | Adrián Pérez               | 24    |       | 30     |       | 107   | 16     | 17    | 23     | 7      | 7         |
| 46  | Marko Salminen             |       | 24    | 30     | 37    |       |        | 107   | 17     | 7      | 7         |
| 47  | Martin Tureček             |       |       |        | 107   |       |        |       |        | 7      | 7         |
| 48  | Rogelio Peñate             |       |       |        |       |       |        |       | 107    | 7      | 7         |
| 49  | Phil Hall                  | 21    |       |        |       |       |        | 115   |        | 5      | 5         |
| 50  | Giovanni Bernacchini       |       |       | 115    |       |       |        |       |        | 5      | 5         |
| 51  | Bernhard Ettel             |       |       | Ret    | Ret   |       |        |       | 115    | 5      | 5         |
| 52  | Danny Persein              |       |       |        | 115   |       |        |       |        | 5      | 5         |
| 53  | José Teixeira              |       |       |        |       |       | 115    |       |        | 5      | 5         |
| 54  | Jarosław Baran             | 124   |       |        |       | 17    |        |       |        | 4      | 4         |
| 55  | Volodymyr Korsia           | WD    | 124   |        |       |       |        |       |        | 4      | 4         |
| 56  | Fabien Craen               | 30    | Ret   | 41     | Ret   | 124   | Ret    | 24    |        | 4      | 4         |
| 57  | Karolína Jugasová          |       |       |        | 124   |       |        |       |        | 4      | 4         |
| 58  | Louis Louka                | 20    | 17    | 133    |       |       |        |       |        | 3      | 3         |
| 59  | Guido D'Amore              | 133   | Ret   |        | WD    |       |        |       |        | 3      | 3         |
| 60  | Anthony Gorguilo           | Ret   | 27    | 31     | 19    | 16    | 19     | 133   | 20     | 3      | 3         |
| 61  | Rui Medeiros               |       |       |        |       | 133   |        |       |        | 3      | 3         |
| 62  | Timo Taniel                |       | 142   |        |       |       |        |       |        | 2      | 2         |
| 63  | Kauri Pannas               | 25    | 18    |        | 142   |       |        | Ret   | 21     | 2      | 2         |
| 64  | Normunds Kokins            | 29    | 24    | 40     | Ret   | 142   | 21     | 23    | 32     | 2      | 2         |
| 65  | "Jandrín"                  | Ret   |       | 32     | Ret   |       |        | 142   |        | 2      | 2         |
| 66  | Juan Pablo Monasterolo     |       |       |        |       |       |        |       | 142    | 2      | 2         |
| 67  | Arnaud Dunand              | Ret   |       |        |       |       |        | 151   | 151    | 2      | 2         |
| 68  | Darren Garrod              | 151   |       |        |       |       |        |       |        | 1      | 1         |
| 69  | Jordi Mercader             | 31    |       | 27     |       | 151   | 17     | Ret   | Ret    | 1      | 1         |
| 70  | Jiří Hovorka               |       |       | 151    | Ret   |       |        |       |        | 1      | 1         |
| 71  | Inês Ponte                 |       |       |        |       |       | 151    |       |        | 1      | 1         |
| Pos | Piloto                     | POL   | LAT   | ITA    | ZLI   | AZO   | FAF    | HUN   | ESP    | Puntos | Mejores 7 |

| Color     | Resultado                 |
| Oro       | Ganador                   |
| Plata     | 2ª plaza                  |
| Bronce    | 3ª plaza                  |
| Verde     | Finalizó, en los puntos   |
| Azul      | Finalizó, sin puntos      |
| Violeta   | No terminó (Ret)          |
| Negro     | Descalificado (DES)       |
| Blanco    | No empezó (DNS)           |
| Blanco    | Excluido (EX)             |
| Blanco    | Lesionado (LES)           |
| Sin color | No participó              |
| x1        | Indica puntos por jornada |

### ERC-2
| Pos | Piloto              | POL    | LAT    | ITA    | ZLI    | AZO   | FAF    | HUN    | ESP   | Puntos | Mejores 7 |
| --- | ------------------- | ------ | ------ | ------ | ------ | ----- | ------ | ------ | ----- | ------ | --------- |
| 1   | Javier Pardo        | 130+10 |        | 130+10 |        | 130+9 | 130+10 | 130+10 | 130+8 | 237    | 237       |
| 2   | Dmitry Feofanov     | 224+6  | 130+10 | 419+3  | Ret    | 321+5 | 321+5  | 224+6  | 321+2 | 197    | 197       |
| 3   | Dariusz Poloński    | 615    | 517+3  | 321+5  | 224+7  |       |        | 419+4  | 419+2 | 136    | 136       |
| 4   | Joan Vinyes         | 419+5  |        | 224+8  |        | 419+7 | 224+8  | Ret    | Ret5  | 119    | 119       |
| 5   | Victor Cartier      | 321+5  | Ret    | 517+3  | Ret4   | 224+7 | Ret3   | 321+6  |       | 111    | 111       |
| 6   | Michał Pryczek      | 517+4  | 321+5  | 811+1  | 615    |       |        |        |       | 74     | 74        |
| 7   | Tibor Érdi          | Ret    | 224+8† |        | 130+10 |       |        | Ret    | 517+4 | 61     | 61        |
| 8   | Roberto Gobbin      |        |        | 615    | 419+2  |       |        | 517+1  |       | 54     | 54        |
| 9   | Csaba Juhász        |        |        | 713    | 517+2  |       |        | 615    |       | 47     | 47        |
| 10  | Martin Rada         |        | 615    |        | 321+5  |       |        | Ret3   |       | 44     | 44        |
| 11  | Carlos David García |        |        |        |        |       |        |        | 224+7 | 31     | 31        |
| 12  | Ainārs Igaveņš      |        | 419+4  |        |        |       |        |        |       | 23     | 23        |
| Pos | Piloto              | POL    | LAT    | ITA    | ZLI    | AZO   | FAF    | HUN    | ESP   | Puntos | Mejores 7 |

### ERC-3
| Pos | Piloto                   | POL    | LAT    | ITA    | ZLI   | AZO    | FAF   | HUN    | ESP    | Puntos | Mejores 7 |
| --- | ------------------------ | ------ | ------ | ------ | ----- | ------ | ----- | ------ | ------ | ------ | --------- |
| 1   | Jean-Baptiste Franceschi | Ret    | 130+7  | 224+8  | 224+7 | 130+10 | 224+9 | 321+5  | 419+5  | 223    | 223       |
| 2   | Josep Bassas             | 321+5  | 224+5  | 130+8  | 130+9 | Ret    | 130+8 | Ret    | 321+6  | 197    | 197       |
| 3   | Sami Pajari              | 130+10 | 321+5  | 419+2  | 133+3 |        |       | 130+10 | 224+6  | 163    | 163       |
| 4   | Łukasz Lewandowski       | 615+1  | 713    | 517+1  | 811   |        | 517+2 | Ret    |        | 77     | 77        |
| 5   | Martin László            | Ret    | 151    | 615+1  | 419+5 |        |       | 615    | 615    | 71     | 71        |
| 6   | Nick Loof                | 517    | 419+4  | 713    | 151   |        |       |        | 811    | 65     | 65        |
| 7   | Anthony Fotia            |        |        |        |       |        |       | 517+2  | 130+10 | 59     | 59        |
| 8   | Norbert Maior            | 419+3  | 133+3  | Ret0+2 | 321+5 |        |       | Ret0+3 |        | 56     | 56        |
| 9   | Alejandro Cachón         | Ret    | WD     | 321+8  | Ret   |        |       | 419+2  |        | 50     | 50        |
| 10  | Andrea Mabellini         | 124    | 614    | 811    | 615   |        |       | 133    |        | 48     | 48        |
| 11  | Paulo Soria              | 9      | 16     | 9      | 107   |        |       | 107    | 713    | 45     | 45        |
| 12  | Ghjuvanni Rossi          | 107    | 9      | 115    | 9     |        |       | 115    |        | 35     | 35        |
| 13  | Daniel Polášek           | 811    | 124    | Ret    | 517+1 |        |       |        |        | 33     | 33        |
| 14  | Mathieu Franceschi       | 224+8  |        |        |       |        |       |        |        | 32     | 32        |
| 14  | Jon Armstrong            |        |        |        |       |        |       | 224+8  |        | 32     | 32        |
| 16  | Kaspar Kasari            | 713    | 517+2  |        |       |        |       |        |        | 32     | 32        |
| 17  | Bastien Bergounhe        | 115    | 107    | 124    | 713   |        |       | Ret    |        | 29     | 29        |
| 18  | Pedro Almeida            |        |        |        |       |        | 321+7 |        |        | 28     | 28        |
| 19  | Ernesto Cunha            |        |        |        |       |        | 419+4 |        |        | 23     | 23        |
| 20  | Jorge Cagiao             |        |        |        |       |        |       |        | 517+3  | 20     | 20        |
| 21  | Amaury Molle             | 133    | 115    | Ret    | WD    |        |       | 9      |        | 17     | 17        |
| 22  | Adrienn Vogel            |        |        | 107    | 115   |        |       | 124    |        | 16     | 16        |
| 23  | Bendeguz Hangodi         |        |        |        |       |        |       | 713    |        | 13     | 13        |
| 24  | Yiğit Timur              | Ret    | 811    | Ret    | Ret   |        |       | Ret    |        | 11     | 11        |
| 24  | Gergö Szauer             |        |        |        |       |        |       | 811    |        | 11     | 11        |
| 26  | Zósimo Hernández         |        |        |        |       |        |       |        | 9      | 9      | 9         |
| 27  | Ola Nore                 | Ret0+3 | Ret0+4 | DNS    | DNS   | DNS    | WD    | WD     |        | 7      | 7         |
| 28  | Ekaterina Stratieva      |        |        |        | 124   |        |       |        | Ret    | 4      | 4         |
| 29  | Nikolai Landa            | Ret    | 142    |        | 142   |        |       |        |        | 4      | 4         |
| Pos | Piloto                   | POL    | LAT    | ITA    | ZLI   | AZO    | FAF   | HUN    | ESP    | Puntos | Mejores 7 |

### ERC Junior
| Pos | Piloto        | POL   | LAT    | ITA    | ZLI    | HUN    | ESP    | Puntos | Mejores 5 |
| --- | ------------- | ----- | ------ | ------ | ------ | ------ | ------ | ------ | --------- |
| 1   | Ken Torn      | 224+9 | 130+10 | 130+10 | 130+10 | Ret0+5 | 130+10 | 198    | 193       |
| 2   | Oscar Solberg |       | 224+8  | Ret0+4 | 224+4  |        |        | 60     | 60        |
| 3   | Jon Armstrong | 130+9 |        |        |        |        |        | 39     | 39        |
| Pos | Piloto        | POL   | LAT    | ITA    | ZLI    | HUN    | ESP    | Puntos | Mejores 5 |

### ERC-3 Junior
| Pos | Piloto                   | POL    | LAT    | ITA    | ZLI   | HUN    | ESP    | Puntos | Mejores 5 |
| --- | ------------------------ | ------ | ------ | ------ | ----- | ------ | ------ | ------ | --------- |
| 1   | Jean-Baptiste Franceschi | Ret    | 130+8  | 130+9  | 130+8 | 321+5  | 321+7  | 169    | 169       |
| 2   | Sami Pajari              | 130+10 | 224+5  | 321+3  | 517+4 | 130+10 | 224+7  | 185    | 164       |
| 3   | Nick Loof                | 321+5  | 321+5  | 517+3  | 713+1 |        | 615    | 101    | 101       |
| 4   | Martin László            | Ret0+1 | 99+1   | 419+3  | 321+7 | 615    | 419+2  | 97     | 96        |
| 5   | Norbert Maior            | 224+7  | 713+4  | Ret0+3 | 224+7 | Ret0+3 |        | 85     | 85        |
| 6   | Anthony Fotia            |        |        |        |       | 517+2  | 130+10 | 59     | 59        |
| 7   | Alejandro Cachón         | Ret    | WD     | 224+9  | Ret   | 419+2  | WD     | 54     | 54        |
| 8   | Daniel Polášek           | 517+1  | 615    | Ret    | 419+2 |        |        | 54     | 54        |
| 9   | Amaury Molle             | 615    | 517    | Ret    | WD    | 713    |        | 45     | 45        |
| 10  | Kaspar Kasari            | 419+2  | 419+3  |        |       |        |        | 43     | 43        |
| 11  | Jon Armstrong            |        |        |        |       | 224+8  |        | 32     | 32        |
| 12  | Nikolai Landa            | Ret    | 811    |        | 615   |        |        | 26     | 26        |
| 13  | Pauro Soria              |        |        |        |       |        | 517+2  | 19     | 19        |
| 14  | Ola Nore                 | Ret0+4 | Ret0+4 | DNS    | DNS   | WD     |        | 8      | 8         |
| Pos | Piloto                   | POL    | LAT    | ITA    | ZLI   | HUN    | ESP    | Puntos | Mejores 5 |

### Abarth Rally Cup
| Pos | Piloto              | POL | LAT | ITA | ZLI | HUN | ESP | Puntos |
| --- | ------------------- | --- | --- | --- | --- | --- | --- | ------ |
| 1   | Dariusz Poloński    | 1   | 1   | 1   | 1   | 1   | 2   | 143    |
| 2   | Roberto Gobbin      |     |     | 2   | 3   | 2   |     | 51     |
| 3   | Martin Rada         |     | 2   |     | 2   | Ret |     | 36     |
| 4   | Carlos David García |     |     |     |     |     | 1   | 25     |
| Pos | Piloto              | POL | LAT | ITA | ZLI | HUN | ESP | Puntos |

### Clio Trophy by Toksport WRT
| Pos | Piloto            | POL | LAT | ITA | ZLI | HUN | Puntos |
| --- | ----------------- | --- | --- | --- | --- | --- | ------ |
| 1   | Andrea Mabellini  | 4   | 1   | 1   | 1   | 3   | 117    |
| 2   | Paulo Soria       | 1   | 5   | 2   | 4   | 1   | 115    |
| 3   | Ghjuvanni Rossi   | 2   | 3   | 3   | 3   | 2   | 99     |
| 4   | Bastien Bergounhe | 3   | 4   | 4   | 2   | Ret | 57     |
| 5   | Yiğit Timur       | Ret | 2   | Ret | Ret | Ret | 18     |
| Pos | Piloto            | POL | LAT | ITA | ZLI | HUN | Puntos |